# A Ulloa
Die Comarca A Ulloa ist eine der 13 Comarcas der spanischen Provinz Lugo in der Autonomen Gemeinschaft Galicien.

## Geografie
Das Gebiet der Comarca liegt im Südwesten der Provinz Lugo und grenzt dort an die folgenden Provinzen Galiciens und Comarcas innerhalb der Provinz Lugo:
| Provinz A Coruña   |                                             | Lugo |
|                    | Kompassrose, die auf Nachbargemeinden zeigt |      |
| Provinz Pontevedra | Chantada                                    |      |

## Gliederung
Die Comarca umfasst drei Gemeinden (spanisch Municipios; galicisch Concellos) mit einer Fläche von 417,87 km², was 4,24 % der Fläche der Provinz Lugo und 1,41 % der Fläche Galiciens entspricht.
| Gemeinde        | Einwohner (2024) | Fläche km² | Dichte Einw./km² | Cod INE | Postleitzahl |
| --------------- | ---------------- | ---------- | ---------------- | ------- | ------------ |
| Antas de Ulla   | 1.822            | 103,60     | 18               | 27003   | 27570        |
| Monterroso      | 3.632            | 114,59     | 32               | 27032   | 27560        |
| Palas de Rei    | 3.267            | 199,68     | 16               | 27040   | 27200        |
| Comarca A Ulloa | 8.721            | 417,87     | 21               | –       | –            |